# Cantique de Jean Racine (Fauré)
| Cantique de Jean Racine |
|                         |
|                         |
|                         |

La Cantique de Jean Racine (Op. 11) és una peça per a cor mixt i teclat (piano o orgue) composta per Gabriel Fauré entre 1864 i 1865.
L'obra és un treball de l'època d'estudiant de Fauré i va obtenir el primer premi quan es va graduar a l'École Niedermeyer. Va ser estrenada el 4 d'agost de 1866 en una versió per a orgue i acompanyament de corda i va ser publicada entre 1875 i 1876 com a part de la sèrie Tiro donis Maîtrises.

## Text
El text està extret d'una publicació del dramaturg Jean Racine (1639-1699) titulada Himnes traduïts del breviari romà. Concretament es tracta de la traducció al francès de l'himne ambrosià per a les matines del dimarts titulat Consors paterni luminis.

#### Versió original
Verbe égal au Trés-Haut,
notre unique espérance,
jour éternel de la terre et des cieux.
De la paisible nuit, nous rompons le silence,
Divin Sauveur jete sur nous les yeux!
Repands sur nous le feu de la grace puissante,
que tout l'enfer fuie au son de ta voix,
Dissipe le sommeil d'une âme languissante,
qui la conduit a l'oubli de tes lois.
O Christ, sois favorable à ce peuple fidèle,
pour te bénir maintenant ressemblé;
Reçois les chants qu'il offre à ta gloire immortelle,
et de tes dons qu'il retourne comblé!

### Traducció
La paraula del més alt,
la nostra única esperança,
dia etern de la terra i els cels.
De la nit tranquila trenquem el silenci,
Diví Salvador, posa els ulls damunt nostre!
Aboca sobre nostre el foc de la teva gracia poderosa,
que tot l'infern fugi al so de la teva veu,
Dispersa la son d'una ànima dèbil
que la condueix a l'oblit de les teves lleis
Oh, Crist, sigues favorable a aquest poble fidel
que, unit, et beneeix;
Rep els cants que t'ofereix per la teva glòria immortal
i que li retornin els teus dons!